# Hollywood Records
Hollywood Records és un segell discogràfic que pertany a Disney. Se centra principalment en la música d'adolescents importants (normalment adolescents que comencen amb Disney) encara que comprèn grans grups de música que no treballen amb Disney i que han tingut molt èxit als Estats Units (com Indigo Girls i Los Lobos).

## Produccions
Els seus artistes:
| - Indigo Girls - Aly & AJ - Raven-Symoné - Breaking Benjamin - Atreyu - The Cheetah Girls - Elefant - Evans Blue | - Grace Potter and the Nocturnals - Hilary Duff - Ingram Hill - Jeannie Ortega - Jesse McCartney - Jordan Pruitt - Queen - Miley Cyrus | - Plain White T'sRegis Philbin - Sparta - Vanessa Hudgens - Marie Digby - Corbin Bleu - Hayden Panettiere - Gran Bel Fisher |

## Altres aparicions
Llança moltes bandes sonores de pel·lícules de Disney. Juntament amb Lyric Street Records, Mammoth Records i Walt Disney Records és actualment part de Buena Vista Music Group.